# Maureen Charlton
Pour les articles homonymes, voir Charlton.
Maureen Charlton (14 septembre 1930 - 10 août 2007) est une dramaturge, poète et animatrice irlandaise.

## Jeunesse
Maureen Charlton est née Mary Farrell le 14 septembre 1930 à Dublin. Elle est l'une des trois filles d'Edward et Bridget Farrell (ou O'Farrell). Elle grandit à Mount Merrion, fréquentant le Loreto College à St Stephen's Green. Avec sa sœur cadette Nuala, elle étudie les arts à l'University College Dublin (UCD) où elles sont toutes deux membres actives de la Dramatic Society. Sous le nom de Mairín O'Farrell, elle joue le rôle de Pegeen Mike dans Le Baladin du monde occidental lors d'un festival de théâtre inter-universitaire à Cambridge et Oxford en 1950,,.

## Carrière
En collaboration avec sa sœur Nuala, Charlton écrit une adaptation du Baladin de Synge sous forme d'un ballad opera intitulé The heart's a wonder. La pièce est interprétée dans l'Aula Maxima de l'UCD en novembre 1957, après leur diplôme. En août 1958, elle est jouée professionnellement au Gaiety Theatre de Dublin. Les arrangements orchestraux sont de Gerard Victory, les costumes et les décors de Micheál Mac Liammóir, avec Milo O'Shea et Joe Lynch à la production. Elle s'avère être une production populaire malgré les objections de quelques puristes. La pièce est présentée au Westminster Theatre de Londres après quatre semaines de tournée, puis est jouée à New York début 1959. Mary O'Malley présente la pièce à plusieurs reprises dans diverses salles en 1959, 1962 et 1971. La BBC diffuse à la télévision des scènes du spectacle en septembre 1958. En 1971, elle est diffusée sur RTÉ dans le cadre du centenaire de Synge. Elle est remontée plusieurs fois y compris au Abbey Theatre en 1978, et est populaire auprès des sociétés de théâtre amateur,.
Le 18 avril 1963, elle épouse Hugh Charlton (1930-2012) dans l'église de San Clemente à Rome. C'est un marchand d'art et promoteur immobilier, et propriétaire d'Apollo Gallery sur Dawson Street à Dublin. Par le biais de son travail, ils connaissent de nombreux artistes éminents de l'époque. Ils ont deux fils, Julian et Edward. Sa sœur Nuala épouse le journaliste John Mulcahy. Avec Nuala comme directrice musicale, Charlton écrit une compilation musicale sur le théâtre de Dublin du XVIIIe siècle, Smock Alley. Elle est produite en 1967 et 1969 et reçoit de bonnes critiques. Elle écrit ensuite un certain nombre de pièces de théâtre, y compris Go where glory waits thee sur la vie de Thomas Moore, ensuite adaptée en film et diffusée sur RTÉ, Servants and masters joué en 1971 au Tailors 'Hall, Dublin, Denis O'Shaughnessy goes to Maynooth d'après une histoire de William Carleton et The people against Mary Sheridan pour la télévision. Son émission en 1987 sur Peg Woffington n'est pas bien reçue,.
Charlton continue à écrire des nouvelles et de la poésie, mais aucune n'a eu autant de succès que ses œuvres précédentes. Son volume de poésie, Lyrics from 'Nora Barnacle', est publié en 1990. Les poèmes sur la vie de Nora Barnacle font à l'origine partie d'un livret de Charlton joué au Dublin Theatre Festival de 1980 au Eblana Theatre. Malgré un certain succès, David Nowlan et Michael Sheridan écrivent des critiques cinglantes. Charlton s'en souvient et, lors de la conférence de presse du festival à l'hôtel Shelbourne le 2 octobre 1980, elle les accuse d'être chauvins et intimidants et les asperge de bière,.
Elle travaille avec sa sœur et son beau-frère en tant que rédactrice adjointe pour The Hibernia Magazine de 1964 à 1966. Elle fonde et édite six numéros de Martello de 1982 à 1990. En 1990, elle publie un recueil de poésie, Selected fables of La Fontaine et en 1997 un volume de prose et de poésie avec Warren O'Connell, Duet for two Dubs. Elle collabore régulièrement à la Sunday miscellany sur RTÉ Radio, travaille brièvement comme critique de théâtre pour l'Evening Press et siège au conseil d'administration de diverses institutions culturelles. Elle est membre de l'Irish Byron Society, organisant sa garden party annuelle d'été chez elle à Blackrock, Newtown House. Charlton fonde le Bell Tower Trust avec certains collègues, le Trust vise à sauver l'église Sainte-Catherine de Thomas Street ; ils recueillent des fonds pour rénover l'église qui devient plus tard un centre artistique. Elle est une membre active de la Royal Dublin Society, du Cercle Stendhal de Grenoble, des Friends of Lord Edward Fitzgerald Society et de l'Irish Georgian Society.
Charlton meurt le 10 août 2007 à la Blackrock Clinic dans le comté de Dublin,.